# Bernard Grosfilley
Bernard Grosfilley, né le 3 août 1949 à Saint-Claude et mort le 16 janvier 2020 à Épagny,, est un ancien skieur alpin français.

## Palmarès

### Coupe du monde
- Meilleur résultat au classement général : 34e en 1970
  - 1 victoire : 1 descente

#### Saison par saison
- Coupe du monde 1970 :
  - Classement général : 34e
    - 1 victoire en descente : Morzine (B)
- Coupe du monde 1971 :
  - Classement général : 42e

### Arlberg-Kandahar
- Meilleur résultat : 13e place dans la descente 1970 à Garmisch

### Championnats de France
- Champion de France de descente en 1973